# Sphenomorphus cinereus
Sphenomorphus cinereus — вид сцинкоподібних ящірок родини сцинкових (Scincidae). Ендемік Папуа Нової Гвінеї.

## Поширення і екологія
Sphenomorphus cinereus мешкають в горах Центрального хребта на сході Нової Гвінеї. Вони живуть у вологих тропічних лісах, на висоті від 1460 до 2300 м над рівнем моря.